# Theo Markelis
Theodore „Theo“ Markelis (* 24. Juni 1992 in Melbourne) ist ein australischer Fußballspieler.

## Karriere
Markelis begann im Alter von sechs Jahren mit dem Fußballspiel beim griechisch geprägten Klub Brunswick City aus dem Melbourner Stadtteil Brunswick, bevor er im Alter von zehn Jahren zum Green Gully SC wechselte. In den Altersstufen U-13 bis U-15 gehörte er zur Staatsauswahl von Victoria und wurde 2007 mit elf Toren bester Torjäger bei der nationalen Juniorenmeisterschaft. Wenig später wechselte Markelis im Alter von 15 Jahren in das Nachwuchszentrum des spanischen Klubs FC Valencia und spielte dort die folgenden drei Jahre. Mitte 2010 verließ er Valencia vorzeitig und schloss sich nach einem über die Fußballschule Genova International School of Soccer vermittelten Probetraining gemeinsam mit seinem Landsmann Steven Domenici und dem Neuseeländer Liam Graham Vicenza Calcio an. Mit der australischen U-20-Auswahl nahm der Stürmer im April 2010 an einer Südamerikareise teil und gewann im Juli 2010 die AFF U-19-Meisterschaft in Vietnam. Nur kurz nach seinem Wechsel nach Vicenza erlitt Markelis einen Kreuzbandriss und fiel für ein halbes Jahr aus, sein erstes Spiel für das Nachwuchsteam von Vicenza im Campionato Primavera bestritt er deshalb erst im Februar 2011. Durch die Verletzung verpasste er auch eine mögliche Teilnahme an der U-19-Asienmeisterschaft 2010.
Nach zwei Jahren in Italien, in denen er nicht über Einsätze im Nachwuchsteam von Vicenza hinauskam, kehrte er Mitte 2012 mit Ablauf seines Vertrags nach Australien zurück und unterzeichnete einen Zweijahresvertrag beim A-League-Team Melbourne Victory. Zu seinem Debüt in der A-League kam Markelis per Einwechslung zum Saisonauftakt im Derby gegen Melbourne Heart (Endstand 1:2). Nachdem er sich im Laufe der Saison nicht durchsetzen konnte und bei seinen fünf Ligaeinsätzen jeweils nur eingewechselt wurde, wurde sein Vertrag im Juli 2013 aufgelöst.